# Voltes dels Turers
Les Voltes dels Turers és una obra de Banyoles (Pla de l'Estany) inclosa a l'Inventari del Patrimoni Arquitectònic de Catalunya.

## Descripció
Restes de l'edifici projectat com a quarter. La porxada que hi resta és de pedra de Banyoles i de carreus ben escudejats. L'arcada lateral és de més amplària que les que conformen la plaça, que a més són d'arrencament peraltat, dins la seva tipologia d'arc rodó.

## Història
És una de les moltes edificacions que es projectaven a fora muralles de les ciutats, a fi i efecte de poder donar hostatge a les tropes permanentment destacades en actitud de defensa. Recordem que Banyoles es convertí en plaça militar des de 1716 i per la qual cosa l'Ajuntament inicià sota la direcció de l'enginyes Pedro Martín Zermeño, primer el començament (1741) i després la continuació d'aquest edifici (1749).
Sota les voltes s'hi van establir diversos establiments a mitjans del segle XX amb decoració a la façana i el mobiliari, com la barberia i la lleteria. Avui en dia desaparegudes.